# 72 (număr)
72 (șaptezeci și doi) este numărul natural care urmează după 71 și este urmat de 73.

## În matematică
- 72 este un număr compus și are divizorii: 1, 2, 3, 4, 6, 8, 9, 12, 18, 24, 36, 72.
- Este un număr abundent.[1][2]
- Este un număr semiperfect (pseudoperfect).[3][4]
- Este suma a patru numere prime consecutive (72 = 13 + 17 + 19 + 23) și suma a șase numere prime consecutive (72 = 5 + 7 + 11 + 13 + 17 + 19).
- Este un număr puternic.[5][6]
- Este un număr rectangular.[7]
- Este un număr refactorabil, deoarece este divizibil cu 12, numărul său de divizori.[8]
- Este un număr rotund.[9][10]
- Suma funcției Euler (totient) φ(x) pentru primele 15 numere întregi are valoarea 72. Există 17 soluții pentru ecuația φ(x) = 72, mai multe decât pentru oricare număr întreg mai mic decât 72, ceea ce presupune faptul că numărul 72 este un număr extrem totient.[11][12]
- Este cel mai mic număr al cărei putere a 5-a poate fi scrisă ca suma a 5 numere mai mici la puterea a 5-a: 195 + 435 + 465 + 475 + 675 = 725.
- Suma numerelor de pe rândul 8 din triunghiul lui Lozanić.
- Într-un plan, unghiurile exterioare ale unui pentagon regulat măsoară 72 de grade fiecare.
- În sistemul de numerație 10, este un număr harshad.
- Este un număr practic.[13][14]

## În știință
- Este numărul atomic al hafniului.[15]
- Este  temperatura camerei în grade Fahrenheit (72 °F ≈ 22,2 °C)

### Astronomie
- NGC 72 este o galaxie spirală barată din constelația Andromeda.
- Messier 72 este un roi globular din constelația Vărsătorul.
- 72 Feronia este o planetă minoră.

## În alte domenii
Șaptezeci și doi se mai poate referi la:
- Codul pentru departamentul francez Sarthe.
- USS Abraham Lincoln (CVN–72), un portavion cu propulsie nucleară al Marinei Statelor Unite.
- Templul budist Borobudur cuprinde 72 de stupe.